# 저스틴 애브들케이더
저스틴 애브들케이더(영어: Justin Abdelkader, 영어 발음: /d͡ʒʌs.tɪn ˈæbdəlkeɪdər/, 1987년 2월 25일~)는 미국의 전직 아이스하키 선수로 포지션은 레프트윙이다. 2008년부터 2020년까지 내셔널 하키 리그(NHL)의 디트로이트 레드윙스 소속으로 뛰었으며 선수 경력 후반에는 스위스 내셔널리그의 HC 루가노 소속으로 뛰었다. 
또한 미국 아이스하키 국가대표팀 선수로 활동하여 2022년 동계 올림픽에 출전했고 세계 아이스하키 선수권 대회 3회 참가했다.